# Яно Кехайов
Яно Ташев Кехайов или Тошокяев е български революционер, деец на Вътрешната македоно-одринска революционна организация.

## Биография
Яно Кехайов е роден в гевгелийското село Смол, тогава в Османската империя, днес Микро Дасос, Гърция. Заселва се в град Гевгели и се занимава с търговия на колониални стоки. Присъединява се към ВМОРО и става един от първите дейци на организацията в града. Магазинът му, който поддържа връзки със селата, става куриерски център, а в къщата му отсядат нелегални дейци в околията като Михаил Апостолов и Андон Кьосето.
Предаден от шпионите Христо Пиперов и Пено Колев Горгоплията, при обиск в дома му е намерен екземпляр на „Под игото“, оставен от Аргир Манасиев. Арестуван е и след двумесечен престой в затвора в Гевгели е отведен в солунския затвор Еди куле. В затвора здравето му се разклаща и на 9 юли 1901 година Кехайов умира в болница преди да бъде осъден. Погребан е в българските гробища при църквата „Свети Павел“ в Солун.
Негов син е българският учител и деец на Македонското дружество „Гоце Делчев“ в България Благой Янев Тошокяев.